# Shchi
Shchi (tiếng Nga: щи) là một món súp bắp cải kiểu Nga. Khi thay thế bắp cải bằng dưa cải bắp, món súp được gọi là shchi chua, ngoài ra nếu thành phần nguyên liệu chính là cây me chua, rau bina, cây tầm ma và các loại cây tương tự được gọi là green shchi (tiếng Nga: зелёные щи, zelionyje shchi ). Trước đây, thuật ngữ shchi chua cũng được dùng để chỉ một loại đồ uống, một biến thể của kvass, một loại đồ uống của các nước Liên Xô cũ.